# Сфекоїдні оси
Сфекоїдні оси (Spheciformes) — парафілічна група (секція) перетинчастокрилих комах, яка включає всіх представників надродини Apoidea, що не належать до секції бджіл (Anthophila). У давніших класифікаціях відновились до надродини Sphecoidea. Включає понад 10 тис. видів. Поширені на всіх материках, крім Антарктиди. Мають досить розвинені щелепи, які використовуються для утримання здобичі та копання нірок для облаштування гнізд. Активні хижаки, але полюють на комах і павукоподібних лише як харч для свого потомства. Самі імаго живляться нектаром і пилком.

## Палеонтологія
Найдавніші викопні зразки цієї групи відомі з балтійського бурштину (датується еоценом). Серед них трапляються переважно представники родини Crabronidae. Різноманіття в балтійському бурштині свідчить про те, що група виникла набагато раніше. Знахідки, що датуються крейдовим періодом, з Північної Америки не чітко визначені таксономічно.